# Copa Presidente de la OFC 2014
La Copa Presidente de la OFC 2014 fue la primera y única edición del torneo organizado por la Confederación de Fútbol de Oceanía. Tuvo lugar entre el 17 y el 23 de noviembre en el Trusts Stadium de Auckland, Nueva Zelanda.
Participaron seis equipos, el Auckland City neozelandés y el Amicale FC vanuatuense, campeón y subcampeón de la Liga de Campeones de la OFC, respectivamente; el Busaiteen de Baréin, el Bodden Town de las Islas Caimán; y las selecciones de Fiyi Sub-20 y Singapur Sub-23.
Los elencos fueron divididos en dos grupos de tres equipos cada uno y los primeros de cada grupo avanzaron a la final, mientras que los segundos de cada grupo disputarán el tercer lugar, misma situación con los terceros y el quinto puesto. Finalmente, el Auckland City se llevó el título al vencer al Amicale 2-1.

## Equipos participantes
| Equipos participantes | Equipos participantes | Equipos participantes | Equipos participantes |
| --------------------- | --------------------- | --------------------- | --------------------- |
| Auckland City         | Amicale               | Bodden Town           | Busaiteen             |
| Fiyi Sub-20           | Singapur Sub-23       |                       |                       |

## Primera fase

### Grupo A
| Equipo          | Pts | PJ | PG | PE | PP | GF | GC | Dif |
| --------------- | --- | -- | -- | -- | -- | -- | -- | --- |
| Auckland City   | 6   | 2  | 2  | 0  | 0  | 13 | 0  | 13  |
| Singapur Sub-23 | 1   | 2  | 0  | 1  | 1  | 0  | 4  | -4  |
| Bodden Town     | 1   | 2  | 0  | 1  | 1  | 0  | 9  | -9  |

| 17 de noviembre de 2014 | Auckland City                                  | 4:0 (2:0) | Singapur Sub-23 | Trusts Stadium, Auckland    |                             |
|                         | Berlanga 12' · Kim 44' · Bilen 71' · Milne 72' | Reporte   |                 | Árbitro(s): Ravitesh Behari | Árbitro(s): Ravitesh Behari |

| 19 de noviembre de 2014 | Bodden Town | 0:0     | Singapur Sub-23 | Trusts Stadium, Auckland |                         |
|                         |             | Reporte |                 | Árbitro(s): Albert Maru  | Árbitro(s): Albert Maru |

| 21 de noviembre de 2014 | Auckland City                                                                                 | 9:0 (3:0) | Bodden Town | Trusts Stadium, Auckland |                         |
|                         | Tade 3' 44' 50' · White 45+2' · de Vries 63' 90+2' · Matsumoto 66' · Tavano 72' · Burfoot 81' | Reporte   |             | Árbitro(s): Nelson Sogo  | Árbitro(s): Nelson Sogo |

### Grupo B
| Equipo      | Pts | PJ | PG | PE | PP | GF | GC | Dif |
| ----------- | --- | -- | -- | -- | -- | -- | -- | --- |
| Amicale     | 6   | 2  | 2  | 0  | 0  | 5  | 1  | 4   |
| Busaiteen   | 3   | 2  | 1  | 0  | 1  | 8  | 3  | 5   |
| Fiyi Sub-20 | 0   | 2  | 0  | 0  | 2  | 1  | 10 | -9  |

| 17 de noviembre de 2014 | Fiyi Sub-20 | 0:3 (0:2) | Amicale                                   | Trusts Stadium, Auckland |                          |
|                         |             | Reporte   | Ucchino 29' · Grazia 39' · Panagiotis 85' | Árbitro(s): Nick Waldron | Árbitro(s): Nick Waldron |

| 19 de noviembre de 2014 | Amicale                     | 2:1 (0:1) | Busaiteen     | Trusts Stadium, Auckland |                         |
|                         | Sakama 54' · Panagiotis 80' | Reporte   | Guardiano 43' | Árbitro(s): Nelson Sogo  | Árbitro(s): Nelson Sogo |

| 21 de noviembre de 2014 | Busaiteen                                                     | 7:1 (4:0) | Fiyi Sub-20 | Trusts Stadium, Auckland |                          |
|                         | Ajaj 26' 39' 73' · Sultan 29' · Malek 34' · Guardiano 75' 88' | Reporte   | 50' (a.g.)  | Árbitro(s): Nick Waldron | Árbitro(s): Nick Waldron |

## Segunda fase

### Quinto lugar
| 23 de noviembre de 2014 | Bodden Town                       | 3:0 (1:0) | Fiyi Sub-20 | Trusts Stadium, Auckland |                         |
|                         | Brown 29' · Wood 53' · Ebanks 64' | Reporte   |             | Árbitro(s): Nelson Sogo  | Árbitro(s): Nelson Sogo |

### Tercer lugar
| 23 de noviembre de 2014 | Singapur Sub-23 | 0:3 (0:0) | Busaiteen                   | Trusts Stadium, Auckland |                          |
|                         |                 | Reporte   | Alroomi 67' · Nayem 70' 83' | Árbitro(s): Nick Waldron | Árbitro(s): Nick Waldron |

### Final
| 23 de noviembre de 2014 | Auckland City           | 2:1 (0:1) | Amicale    | Trusts Stadium, Auckland   |                            |
|                         | Tade 63' · de Vries 79' | Reporte   | Sakama 41' | Árbitro(s): Amitesh Behari | Árbitro(s): Amitesh Behari |

| Bandera de Nueva Zelanda        |
| Campeón Auckland City 1º título |

## Clasificación final
| Equipo | Equipo          | Pts | PJ | PG | PE | PP | GF | GC | Dif | Rend  |
| ------ | --------------- | --- | -- | -- | -- | -- | -- | -- | --- | ----- |
| 1      | Auckland City   | 9   | 3  | 3  | 0  | 0  | 15 | 1  | 14  | 100%  |
| 2      | Amicale         | 6   | 3  | 2  | 0  | 1  | 6  | 3  | 3   | 66,6% |
| 3      | Busaiteen       | 6   | 3  | 2  | 0  | 1  | 11 | 3  | 8   | 66,6% |
| 4      | Singapur Sub-23 | 1   | 3  | 0  | 1  | 2  | 0  | 7  | -7  | 11,1% |
| 5      | Bodden Town     | 4   | 3  | 1  | 1  | 1  | 3  | 9  | -6  | 44,4% |
| 6      | Fiyi Sub-20     | 0   | 3  | 0  | 0  | 3  | 1  | 13 | -12 | 0%    |

## Goleadores
| Jugador          | Equipo        | Goles |
| ---------------- | ------------- | ----- |
| Emiliano Tade    | Auckland City | 4     |
| Mohamed Ajaj     | Busaiteen     | 3     |
| Guardiano        | Busaiteen     | 3     |
| Ryan de Vries    | Auckland City | 3     |
| Nikas Panagiotis | Amicale       | 2     |
| Hesham Nayem     | Busaiteen     | 2     |
| Francois Sakama  | Amicale       | 2     |